# Invisible (píseň, Linkin Park)
„Invisible“ je píseň americké rockové skupiny Linkin Park. Pochází z jejich sedmého studiového alba One More Light. Napsali ji Mike Shinoda a Justin Parker. Je to vůbec první písnička, kterou zazpíval Mike Shinoda. Chester Bennington zpívá pouze doprovodné vokály. Píseň měla premiéru 10. května 2017.

## Význam a pozadí písně
Původně v písni zpíval Shinoda i Bennington, ale nakonec se rozhodli, že hlavním zpěvákem písničky bude Shinoda.
Píseň byla napsána o dětech a myšlence, že až budou starší a stanou se z nich teenageři, bude těžší je ukáznit. Posílá posluchače do okamžiku, kdy v rodičovské nebo mentorské situaci musíte svým dětem říct něco, co nechtějí slyšet, a chcete, aby věděly, že to děláte proto, že vám na nich záleží, a ne proto, že chcete ranit jejich city.

## Obsazení

### Linkin Park
- Mike Shinoda – zpěv, klávesy, klavír
- Chester Bennington – doprovodné vokály
- Brad Delson – kytary, doprovodné vokály
- Dave Farrell – basová kytara, doprovodné vokály
- Joe Hahn – programování, samplování, doprovodné vokály
- Rob Bourdon – bicí, doprovodné vokály

### Ostatní hudebníci
- Jesse Shatkin – klávesy, programování